# Gittata

Traiettoria parabolica percorsa da un proiettile nel vuoto

La gittata è la distanza longitudinale percorsa da un corpo lanciato in aria, avente quindi velocità con componente vettoriale in ascissa e in ordinata.
In campo militare, la gittata di un'arma (o portata) corrisponde alla distanza massima cui un'arma può colpire un bersaglio.

## Approccio cinematico
La gittata è equivalente alla differenza tra punto di arrivo e punto di partenza, dove il punto di arrivo coincide con il punto di contatto con il suolo e il punto di partenza coincide col punto in cui avviene il lancio. L'intervallo temporale in cui il corpo è in aria è detto tempo di volo.
Per ricavare la gittata di un proiettile nel vuoto basta risolvere il sistema costituito dall'equazione della traiettoria e dall'equazione dell'asse delle ascisse (ricavando in particolare il valore che assume {\displaystyle x}).
{\displaystyle y=\left(\tan \theta \right)x-{\frac {g}{2v_{0}^{2}\cos ^{2}\theta }}x^{2}}
Imponendo {\displaystyle y=0}, cioè stabilendo il teorico punto di atterraggio del corpo lanciato, l'equazione diventa:
{\displaystyle x\left[(\tan \theta )-\left({\frac {g}{2v_{0}^{2}\cos ^{2}\theta }}\right)x\right]=0}
Escludendo quindi la possibilità che il valore di {\displaystyle x} sia uguale a zero (tale valore corrisponde al punto iniziale della traiettoria), l'equazione risulta:
{\displaystyle (\tan \theta )-\left({\frac {g}{2v_{0}^{2}\cos ^{2}\theta }}\right)x=0}
Ora occorre semplicemente isolare il valore della gittata {\displaystyle x}. In questo modo si ha la formula:
{\displaystyle x={\frac {2v_{0}^{2}\sin(\theta )\cos(\theta )}{g}}}
semplificabile in:
{\displaystyle x={\frac {v_{0}^{2}\sin(2\theta )}{g}}}
dove {\displaystyle x} rappresenta la gittata, {\displaystyle v_{0}} la velocità iniziale dell'oggetto (ad esempio la velocità di uscita di un proiettile dalla bocca di un cannone), {\displaystyle g} è l'accelerazione di gravità sulla Terra (circa {\displaystyle 9.81m/s^{2}}) ed infine {\displaystyle \theta } è l'angolo iniziale della traiettoria rispetto al terreno. Questa equazione non è però valida se la quota finale considerata è diversa dalla quota di lancio; si può inoltre ragionevolmente assumere che per basse velocità essa sia valida anche nel moto attraverso l'aria, mentre a velocità più elevate la differenza tra il moto ipotizzato e quello effettivamente percorso aumenta.
Nel caso invece in cui il lancio del proiettile avvenga ad una quota {\displaystyle h}, la gittata si trova risolvendo rispetto a {\displaystyle x} l'equazione di secondo grado:
{\displaystyle -{\frac {g}{2v_{0}^{2}\cos ^{2}\theta }}x^{2}+x\tan \theta +h=0}
dove {\displaystyle v_{0}} è la velocità con cui viene sparato il proiettile, {\displaystyle \theta } l'angolo di tiro e {\displaystyle h} l'altezza (rispetto al suolo) a cui avviene il tiro.
L'equazione avrà due radici, una delle quali va scartata perché avente valore negativo, e pertanto priva di senso. 
Si noti che {\displaystyle x}, a parità di velocità iniziale, ha valore massimo per {\displaystyle \sin(2\theta )=1}, cioè quando {\displaystyle 2\theta ={\frac {\pi }{2}}\equiv 90^{\circ }}, che corrisponde a {\displaystyle \theta ={\frac {\pi }{4}}\equiv 45^{\circ }}. Inoltre a parità di velocità iniziale il valore di {\displaystyle x} è medesimo con angoli di lancio {\displaystyle \theta } ed il loro complementare {\displaystyle 90^{\circ }-\theta \equiv {\frac {\pi }{2}}-\theta }.
Nel caso in cui il proiettile venga lanciato da un'altezza h diversa da 0, la massima gittata si ha invece per:
cos(θ) = {\displaystyle {\sqrt {\frac {2gh+v_{0}^{2}}{2gh+2{v_{0}}^{2}}}}}
Nel semplice caso in cui un proiettile venga sparato con velocità orizzontale da un'altezza {\displaystyle h}, la gittata può essere calcolata direttamente con la formula:
{\displaystyle x={\sqrt {\frac {2hv_{0}^{2}}{g}}}}